# 美国当代英语语料库
美国当代英语语料库（英語：Corpus of Contemporary American English，简称COCA）是一个十亿词的当代美国英语语料库 。它由楊百翰大學（BYU）语料库语言学退休教授马克·戴维斯创建。

## 内容
截至2021年11月，美国当代英语语料库 （COCA）由10亿个单词组成。语料库的数据还在不断更新：截至2009年已包含超过3.85亿个单词；截至2010年已增长到4亿个单词；到2019年3月已增长到5.6亿个单词。
截至2021年11月，美国当代英语语料库由485,202篇文本组成。根据语料库网站，当前语料库（2021年11月）由包含1990-2019每年24-25百万个单词的文本组成。
对于语料库中包含的每一年（1990-2019），语料库都被平均分为六个语域/流派：电视/电影、口语、小说、杂志、报纸和学术（见COCA网站的文本和语域页面）。除了这六个语料库外，COCA（截至 2021年11月）还包含来自博客的 125,496,215 个单词和来自网站的129,899,426个单词，使其成为真正由当代英语组成的语料库（参见 COCA 的文本和注册页面）。
文本来自各种来源：
- 口语：（8500 万字）来自近 150 个不同电视和广播节目的无脚本对话记录。
- 小说：（8100 万字）短篇小说和戏剧、1990 年至今书籍的第一章和电影剧本。
- 热门杂志：（8600 万字）近 100 种不同的杂志，涵盖新闻、健康、家居和园艺、女性、金融、宗教和体育等多个领域。
- 报纸：（8100 万字）来自美国各地的十份报纸，文本来自报纸的不同版块，例如地方新闻、舆论、体育和金融版块。
- 学术期刊：（8100 万字）近 100 种不同的同行评审期刊。这些被选中以涵盖国会图书馆分类系统的整个范围。

## 可用性
已注册用户可在美国当代英语语料库免费搜索。

## 查询
- 其网站界面与 BYU-BNC 界面相同，包含 1 亿词的英国国家语料库、1 亿词的时代杂志语料库和 4 亿词的美国历史英语 (COHA) 语料库，从1810 年代至 2000 年代（请参阅下面的链接)
- 按单词、短语、替代词、子字符串、词性、引理、同义词（见下文）和自定义列表（见下文）查询
- 语料库由CLAWS标记，与用于 BNC 和 Time 语料库的词性标记器相同
- 图表列表（每个类型或年份中所有匹配形式的总数，1990 年至今，以及子类型）和表格列表（每个类型或年份中每个匹配形式的频率）
- 完整并置搜索（节点词左右最多十个词）
- 可重新排序的索引，在搜索词的左侧和右侧显示最常见的词/字符串
- 流派或时间段之间的比较（例如小说或学术中“chair”的搭配，报纸或学术中带有“break the [N]”的名词，主要出现在体育杂志中的形容词，或 2005-2010 年比 2010 年更常见的动词之前）
- 一步比较相关词的搭配，以研究词之间的语义或文化差异（例如比较“small”、“little”、“tiny”、“minuscule”或“lilliputian”或“Democrats”和“Republicans”，或“men”和“women”，或“rob”与“steal”）
- 用户可以将来自 60,000 个词条词库的语义信息直接作为查询语法的一部分（例如：“beautiful”同义词的频率和分布，出现在小说而非学术中的“strong”的同义词，“clean”+名词的同义词（“clean the floor”，“washed the dishes”））
- 用户还可以创建自己的自定义单词列表，然后将它们重新用作后续查询的一部分（例如与特定语义类别（衣服、食物、情感）或用户定义的词性相关的列表）
- 请注意，由于版权限制，语料库只能通过 Web 界面使用。

## 相关资料
全球网络英语语料库 （页面存档备份，存于）（GloWbE；发音为“globe”）包含来自20个不同国家的约19亿个文本单词。这使得它大约是国际英语语料库等其他语料库的100倍，而且它允许在那些其它地方不能使用的多种类型进行搜索。除了在线查询，你还可以从语料库下载全部数据。
它的独特之处在于它允许人们对不同的英语变体进行比较。 GloWbE 与许多其他英语语料库相关。 

## 同时参照
- 美国国家语料库
- 英国国家语料库
- 英语银行
- 布朗语料库

## 延伸阅读
- Anderson, Wendy; Corbett, John. . Palgrave Macmillan. 2009: 205. ISBN 978-0-230-55140-4.
- Bennett, Gena R. . Ann Arbor, Michigan: University of Michigan. 2010: 144. ISBN 978-0-472-03385-0.
- Davies, Mark. . International Journal of Corpus Linguistics (John Benjamins Publishing Company). 2005, 10 (3): 307–334(28). doi:10.1075/ijcl.10.3.02dav.
- Davies, Mark. . International Journal of Corpus Linguistics. 2010, 15 (3): 405–411. doi:10.1075/ijcl.15.3.13dav.
- Lindquist, Hans. . Edinburgh University Press. 2009. ISBN 978-0-7486-2615-1.